# Citosina
La citosina és una de les cinc bases químiques majoritàries presents en l'ADN i l'ARN. En el codi genètic es representa amb la lletra C. La citosina sempre s'aparella amb la guanina amb tres enllaços pont d'hidrogen.
És un àcid nucleic, derivat pirimidínic, amb un anell aromàtic i un grup amino en posició 4 i un grup cetònic en posició 2. El nucleòsid de la citosina és la citidina.
Els altres noms de la citosina són 2-oxi-4-aminopirimidina i 4-amino-2(1H)-pirimidinona.
La citosina va ser descoberta el 1894 quan va ser aïllada en teixit del tim de moltó.